# NGC 147
NGC 147 ist eine elliptische Zwerggalaxie vom Hubble-Typ dE5 im Sternbild Kassiopeia am Nordsternhimmel. Die Galaxie ist schätzungsweise 300.000 Lichtjahre von Andromeda entfernt (etwa die gleiche Entfernung wie zwischen der Milchstraße und der Großen Magellanschen Wolke) und hat eine Größe von etwa 8000 Lichtjahren entlang der größten Abmessung. Sie ist eine Begleitgalaxie der Andromeda-Galaxie und bildet zusammen mit NGC 185 ein gravitativ gebundenes Galaxienpaar.
Die Supernovae SN 1954J (Typ-IIP?) und SN 2002kg (Typ-IIn?) wurden hier beobachtet.
Das Objekt wurde am 8. September 1829 von dem britischen Astronomen John Herschel entdeckt. Die Zugehörigkeit zur lokalen Gruppe wurde 1944 von Walter Baade bestätigt, als er einzelne Sterne mit dem 100-Zoll-Teleskop am Mount-Wilson-Observatorium auflösen konnte.

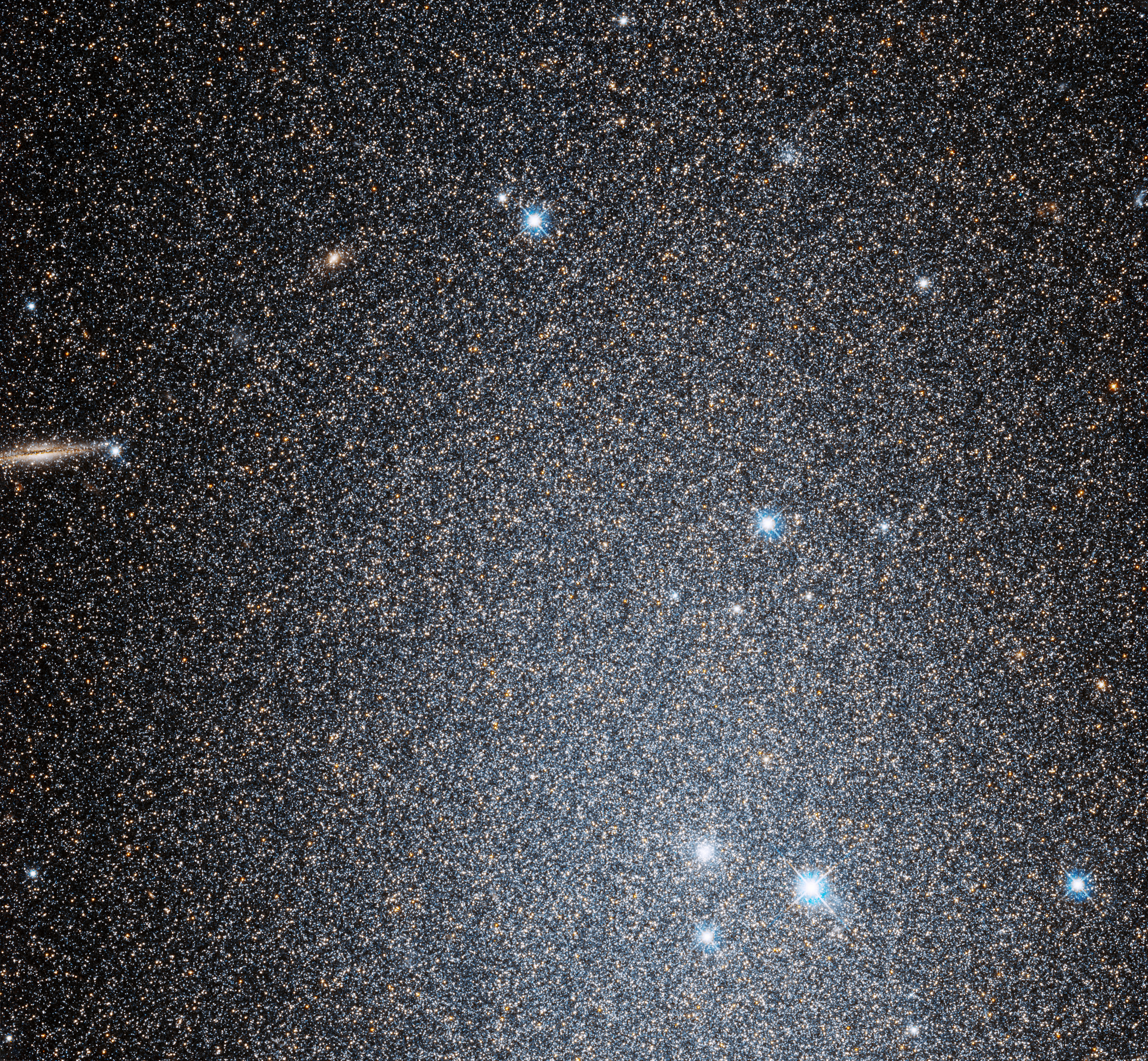
Detaillierte Aufnahme eines Bereichs mithilfe des Hubble-Weltraumteleskops